# BS11オートレース中継
BS11オートレース中継（ビー・エス・イレブン・オートレースちゅうけい）は、BS11のオートレース中継番組である。

## 概要
それまで他の公営競技と比べてレース中継の機会に恵まれていなかったオートレースであったが、2007年に開局した無料民放BSのBS11が放映権を獲得して中継を開始することが決まった。
2008年12月に川口オートレース場で開かれたSG第23回スーパースター王座決定戦より中継開始。
2015年以降はスーパースター王座決定戦以外は中継していなかったが、2022年8月に伊勢崎オートレース場で開かれたSG第26回オートレースグランプリでスーパースター以外のSG優勝戦を8年ぶりに放送した。これ以降もBSイレブン競馬中継と重ならないSG優勝戦を生中継している。

## 出演者
司会
- 内野久照

ナビゲーター
- 光安薫